# World and Press
World and Press ist eine für den Englischunterricht konzipierte Sprachzeitung, die seit 1949 im Bremer Schünemann Verlag (vormals im Eilers und Schünemann Verlag) erscheint. Sie enthält Originalartikel aus englischsprachigen Zeitungen vor allem aus den USA und Großbritannien, aber auch aus anderen englischsprachigen Regionen der Welt mit Beiträgen aus Politik, Wirtschaft, Gesellschaft, Kultur, Umwelt, Technik und Freizeit. Die World and Press erscheint zweimal monatlich.
Jeder Text ist mit einem ausführlichen englisch-deutschen Vokabular versehen, um den Lernenden eine Lektüre auch ohne Zuhilfenahme des Wörterbuches zu ermöglichen. Als Ergänzung zur Zeitung finden sich im Internet Arbeitsblätter, Musterklausuren und Zusatzmaterialien zu ausgewählten Artikeln, die von der Homepage des Verlags heruntergeladen werden können (Online-Service). Außerdem werden Artikel zu bestimmten Schwerpunktthemen gebündelt als sogenannte „Specials“ herausgebracht, mithilfe derer sich komplette Unterrichtseinheiten gestalten lassen.
Zu jeder Ausgabe der World and Press erscheinen ferner eine Audio-CD sowie Audio-mp3-Dateien. Ausgewählte Artikel aus der Sprachzeitung werden von Muttersprachlern vorgetragen, um auch das Hörverstehen zu schulen.
Neben der World and Press bringt der Carl Ed. Schünemann Verlag auch noch sechs weitere Sprachzeitungen heraus: die Business World and Press (Business Englisch, seit 2012), die Read On (easy English für weniger Fortgeschrittene), die Revue de la Presse (Französisch), die Revista de la Prensa (Spanisch), die Leggere l’Italia (Italienisch) und die Presse und Sprache (Deutsch als Fremdsprache).